# Megadyptes
Genre
Megadyptes est un genre de manchot ne comprenant plus qu'une seule espèce vivante.

## Liste des espèces
D'après la classification de référence (version 2.2, 2009) du Congrès ornithologique international (ordre phylogénique) :
- Manchot antipode – Megadyptes antipodes

espèce éteinte
- Megadyptes waitaha†[1],[2] (éteinte entre 1300 et 1500 en Nouvelle-Zélande).